# Luiz Carlos da Silva Bueno
Luiz Carlos da Silva Bueno GOMM (Campos dos Goytacazes, 22 de fevereiro de 1940 - Rio de Janeiro, 26 de janeiro de 2023) foi um militar brasileiro, tenente-brigadeiro-do-ar da FAB. Foi comandante da Aeronáutica de 1 de janeiro de 2003 a 28 de janeiro de 2007. Juniti Saito o sucedeu.

## Biografia
Em 1996, como major-brigadeiro-do-ar, Bueno foi condecorado com a Ordem do Mérito Militar no grau de Comendador especial pelo presidente Fernando Henrique Cardoso, sendo promovido pelo mesmo em 2000, já como tenente-brigadeiro-do-ar, ao grau de Grande-Oficial.
Faleceu no Rio de Janeiro e foi sepultado no Cemitério Memorial do Carmo, necrópole localizada na capital fluminense.